# ليستير فرانك وارد
ليستير فرانك وارد (بالإنجليزية: Lester Frank Ward)‏ (18 يونيو 1841 - 18 أبريل 1913) عالم نبات وحفريات وعالم اجتماع أمريكي. شغل منصب الرئيس الأول للجمعية الأمريكية لعلم الاجتماع. شجع وارد على إدخال دروس علم الاجتماع في التعليم العالي الأمريكي، فقد امتلك إيمانًا بإمكانية السيطرة على المجتمع من خلال العلم، وهذا ما جذب إليه بشكل خاص المثقفين في الحقبة التقدمية. تأثر نفوذه في بعض الأوساط بآرائه المتعلقة بالدين المنظم، إذ اعتقد وارد أن الدين لطالما كان مسؤولًا عن كمية شر أكبر من الخير على مدى التاريخ البشري.
شدد وارد على أهمية القوى الاجتماعية التي يمكن لها أن تكون مرشدًا على المستوى الكلي، من خلال استخدام الذكاء لتحقيق التقدم الواعي، بدلًا من السماح للتطور بأن يأخذ مساره الشاذ مثلما اقترحه وليام غراهام سمنر وهربرت سبنسر. ركز وارد على التعليم العام العالمي والشامل لتزويد الجمهور بالمعرفة التي تحتاج إليها الديمقراطية لتحكم نفسها بنجاح.
يحتفظ مركز أبحاث المجموعات الخاصة التابع لجامعة جورج واشنطن بمجموعة من كتابات وارد وصور له، وتحتوي هذه المجموعة على مقالات ومذكرات ومراسلات وقصاصات. يقع مركز الأبحاث هذا في مكتبة إستل وملفن غيلمان.

## السيرة الذاتية
يأتي معظم -إن لم يكن كل- ما هو معروف عن حياة وارد المبكرة من السيرة الذاتية النهائية ليستر ف. وارد: تفصيل شخصي، كتبتها إميلي بالمر كايب في عام 1922، إذ جاء في المقدمة:
«منذ عدة سنوات، كنت على علاقة وثيقة بالدكتور وارد باعتباره محررًا مشاركًا لعمله بعنوان لمحة عن الكون، 6 مجلدات نشرتها شركة أبناء جي. بّي. بتنام، نيويورك ولندن، 1913، وهي تشمل مساهماته البسيطة ولمحات عن سيرته الذاتية وتاريخ جميع كتاباته. تصفحنا جميع أوراقه الشخصية بعد مضي شهر على عملي معه، وقد وجدت في هذه الصداقة الرائعة والجميلة إلهامًا للعقل والقلب لا يمكن تصوره إلا من خلال مثل هكذا علاقات حميمة ومتناغمة، وبالطبع تعلمت الكثير من هذا الرجل ومن حياته، إذ كان يقول لي في كثير من الأحيان: «لم يسبق لأحد أن مر على كل تفاصيل حياتي كما فعلت أنت».
أوضحت كايب لاحقًا في المقدمة:
«هناك حقيقة هامة يجب شرحها حتى يتمكن كل من عرفوا أعمال وارد وأُعجبوا بها أن يقدروا سبب عدم اكتمال التفصيل التالي كما كنت آمل. اعتاد وارد أن يكتب مذكراته، وكان ذلك من أهم الأمور في حياته، إذ لم يسبق أن مر يوم واحد لم يسجل فيه بعض السطور، فمهما بلغ من التعب، كان يدون ما يفعله خلال اليوم كل ليلة قبل تقاعده.»
كتبت كايب ملاحظات في حاشية الصفحتين 5 و6: في 20 فبراير من عام 1911، في رده على طلبي إليه بأن يكتب سيرته الذاتية، يقول: «لا أريد أن أكتب سيرتي الذاتية وأنشرها بينما أنا على قيد الحياة، لا يبدو أن هذا ما يجب فعله. ستكونين أنت الشخص الذي يكتب سيرتي الذاتية من خلال جميع البيانات التي سأتركها، لكن هذا يجب أن يتم بعد رحيلي». (تشير «البيانات» إلى المذكرات).
«عندما تسببت حالته المرضية الخطيرة في ابتعاده عن واجباته الجامعية، كتب لي عن اضطراره لمغادرة بروفيدنس، وطلب مني مقابلته في المحطة عند وصوله إلى نيويورك. لا أنسى ذلك الصباح الذي وصل فيه باكرًا، إذ كان ضعيفًا لدرجة أني سألته: «هل أذهب إلى واشنطن معك، إني أخشى عليك من الذهاب وحدك». لكنه رفض، محتجًا بأنه سيتحسن بشكل كبير للغاية بمجرد أن يأخذ قسطًا من الراحة. بدأ بالتحسن عندما تحادثنا، وطلب مني أن أفتح حقيبته ليسلمني حزمة من الأوراق والرسائل التي أراد أن يمنحني إياها قائلًا: «أتمنى أن أعود في وقت قريب، ولكنك تعرفين أين تجدين أوراقي ويومياتي ورسائلي وما عليك أن تفعلي بها في أي وقت». لم أرغب حينها بالحديث عن هذه الأمور، ثم بدا أكثر إشراقًا بمجيء القطار وودعني مبتعدًا. توفي في منزل زوجته المقعدة بعد أسابيع قليلة بسبب المرض الشديد في واشنطن.»

### نشأته
وُلد ليستر فرانك وارد في جوليت بولاية إلينوي، وهو الأصغر بين الأطفال العشر لجوستس وارد وزجته سايلنس رولف وارد. جاء جوستس وارد، الذي توفي في عام 1858، من إحدى المستعمرات القديمة في نيو إنغلاند، لكنه لم يكن غنيًا، بل عمل بالزراعة لكسب رزقه، بينما كانت والدته سايلنت وارد ابنة لرجل دين، وتمتعت بالكمال والموهبة إذ كانت متعلمة وتعشق الأدب.
انتقلت العائلة إلى مكان أقرب إلى شيكاغو يدعى كاس، والذي يُعرف اليوم باسم دانرز غروف بولاية إلينوي على بعد نحو 23 ميلًا من بحيرة ميشيغان، وكان ليستر يبلغ حينها سنةً من العمر. انتقلت العائلة بعد ذلك إلى منزل في سان تشارلز في إلينوي، حيث بنى والده منشرة لصناعة روابط السكك الحديدية.

### بداية تعليمه
التحق وارد أولًا بمدرسة رسمية في سانت تشارلز في مقاطعة كين بولاية إلينوي في عام 1850 عندما كان في التاسعة من عمره. عرفه أصدقائه وزملاؤه في الصف باسم فرانك وارد، وأظهر حبًا كبيرًا للكتب والتعلم، وأضاف القراءة الخارجية إلى تعليمه.
بعد أربع سنوات من ارتياده للمدرسة، سافر مع والديه برفقة أخيه الأكبر إراستوس إلى ولاية آيوا في عربة مغطاة بهدف البدء بحياة جديدة على الحدود. في عام 1858، أي بعد مرور أربع سنوات على سفرهم، توفي جوستس وارد بشكل مفاجئ، فعاد الصبية إلى منزل العائلة القديم الذي كان لا يزال ملكهم في سانت تشارلز. استنكرت والدتهم هذه الخطوة، إذ أرادتهما أن يظلا في آيوا ويتابعا عمل والدهما، وعاشت على بعد ميلين منهما مع أخت وارد.
عاش الأخوان معًا لفترة قصيرة من الزمن في منزل العائلة القديم، الذي أطلقوا عليه اسم «منزل البكالوريوس»، وعملا بالزراعة لكسب عيشهم، وشجعا بعضهما البعض على مواصلة التعليم والتخلي عن حياة والدهما في العمل البدني.
انتقل الأخوان إلى بنسلفانيا في أواخر عام 1858، بدعوة من شقيق ليستر الأكبر سينيوس الذي يكبره بتسع سنوات، إذ كان قد بدأ عملًا في صنع محاور للعجلات ويحتاج إلى العمال، فرأى الأخوان ذلك بمثابة فرصة لهما للاقتراب من الحضارة والالتحاق بالجامعة في نهاية المطاف.
فشل العمل، ووجد ليستر فرانك، الذي لم يمتلك المال الكافي للالتحاق بالكلية، عملًا في التدريس في مدرسة ريفية صغيرة، وعمل في أشهر الصيف بصفته عامل مزرعة. تمكن في نهاية الأمر من توفير المال للالتحاق بالكلية وسجل في معهد سوسكهانا الجامعي في عام 1860. ولأنه كان يعي في بداية الأمر بأن تعليمه الرسمي والذاتي كان متقطعًا، سرعان ما وجد نفسه يتطور بسرعة مقارنة مع زملاء صفه وجرت ترقيته بسرعة.

### الزواج وخدمته في الحرب الأهلية
التقى وارد بإليزابيث «ليزي» كارولين فوت أثناء وجوده في معهد سوسكهانا الجامعي، حيث أُغرما ببعضهما البعض، ووُثقت «علاقة حبهما الصعبة» في يوميات وارد الأولى. تزوج الثنائي في 13 أغسطس من عام 1862.
تجند وارد في جيش الاتحاد بعد زواجه على الفور، وأُرسل إلى جبهة الحرب الأهلية حيث أُصيب ثلاث مرات. قدم التماسًا للحكومة الفدرالية بعد انتهاء الحرب، ونجح في العمل لديها في واشنطن العاصمة، إذ انتقل إليها مع ليزي.
ساعدته ليزي في تحرير رسالة إخبارية بعنوان «الثائر»، والتي كانت مكرسة للتفكير الحر والهجمات على الدين المنظم. أنجب الثنائي ابنًا لهما، لكنه توفي عندما كان عمره أقل من عام. توفيت ليزي في عام 1872. وتزوج ليستر مرة ثانية من روزاموند أزينث سايمنس في عام 1873.

### الجامعة
التحق وارد بكلية كولومبيان التي تعرف اليوم باسم جامعة جورج واشنطن، وتخرج في عام 1869 بدرجة بكالوريوس الآداب، بينما حصل في عام 1871 على درجة بكالوريوس في الحقوق (قُبل في نقابة المحامين في المحكمة العليا في مقاطعة كولومبيا)، وحصل على ماجستير في الآداب في عام 1873.

## وصلات خارجية
- ليستير فرانك وارد على موقع الموسوعة البريطانية (الإنجليزية)
- ليستير فرانك وارد على موقع إن إن دي بي (الإنجليزية)